# آجر سرباره
اجر سرباره اجری چند منظوره اجر سرباره اجری چند منظوره است و نیاز به دمای پخت بالا ندارد. اجری است که با اعمال تغییرات عمده در روش کنونی پخت اجر و نیز اعمال تصحیحات شیمیایی و کانی شناسی در ترکیب خاک رس مورد استفاده به منظور ساخت اجر و اضافه نمودن سرباره ذوب اهن به مواد تشکیل دهنده اجر ساخته شده‌است. اجرهای کنونی به پخت در دمای ۹۰۰ تا ۱۰۰۰ درجه سانتیگراد به مدت حداقل ۱۰ ساعت نیاز دارند که لازمه ان مصرف سوخت و هزینهٔ گزاف  می‌باشد. روش ساخت این نوع اجر در مقایسه با روش‌های کنونی پخت اجر میزان مصرف سوخت و انرژی را به میزان ۵ برابر کاهش می‌دهد از این روع استفاده از این اجر نه تنها موجب کاهش انرژی می‌شود بلکه الودگی زیست‌محیطی ناشی از پخت اجر را به صفر کاهش می‌دهد. ساخت اجر سرباره: مواد اصلی اجر سرباره عبارتند از: خاک رس، آب، سرباره ذوب اهن، سود سوز اورو شن ماسه می‌باشد. خاک رس مورد استفاده در این نوع اجر خاک رس معمولی می‌باشد و کافی است که تنها ۱۵-۲۵٪ دارای کانی‌های رسی باشد. روش ساخت اجر سرباره: روش ساخت اجر سرباره متکی به ایجاد دو دسته تغیرات عمده در روش کنونی پخت اجر است (تغییرات شیمیایی و فیزیکی) از انجا که مراحل فیزیکی و شیمیایی از یکدیگر جدا نمی‌باشد مراحل کلی ساخت اجر سرباره را با یکدیگر مرور می‌نماییم:۱_ اماده کردن ترکیب شیمیایی خاک رس: در صورت دارا نبودن خاک رس از کانی‌های مورد نیاز تنها کافی است که این کانی‌ها را به صورت طبیعی (با اضافه کردن خاک حاوی کانی‌های رسی به خاک فقیر) یا به صورت مصنوعی (با اضافه کردن مواد شیمیایی مانند سیلیس اموروف یا پودر الومین) ایجاد کنیم.
۲_ اماده کردن دانه بندی خاک رس ۳_ پخت خاک رس: در این مرحله به منظور فعال شدن کانی‌های رسی درون خاک و خروج آب درون ملکولی و برون ملکولی آن خاک رس مورد پخت قرار می‌گیرد. ۴_ افزودن اب ومواد شیمیایی به منظور بهبود خواص کانی‌شناسی خاک رس: پس از این که خاک رس مورد نیاز مرحلهٔ دانه بندی و پخت را طی کرد نوبت به افزودن اب و مواد شیمیایی لازم به منظور ساخت خمیر سرباره می‌رسد. به منظور بهبود شرایط کانی‌شناسی خاک و فعال ساختن کانی‌های رسی و نیز افزایش چسبندگی دانه‌های خاک در این مرحله به همراه اب سرباره ذوب اهن و سود سوز اور به خاک رس اضافه می‌شود. ۵_ عملیات ترکیب کردن و افزودن سنگ دانه‌های مورد نیاز۶_ قالب زنی ۷_ هواگیریخواص فیزیکی و شیمیایی اجر سرباره۱_ مقاومت فشاری بالا۲_ درصد جذب اب پایین۳_ مقاومتدر برابر یخزدگی۴_ عدم وجود تحدب و تعقر در سطوح خارجی۵_ پایین بودن درصد مواد محلول می‌باشد.
با توجه به انچه ذکر نمودیم می‌توان گفت که اجر سرباره گزینه بسیار مناسبی به عنوان محصول جانبی کارخانه ذوب اهن قلمداد کرد  چرا که به این ترتیب علاوه بر تبدیل سرباره به عنوان یک مواد صنعتی به یک محصول پر مصرف سود اوری کارخانه ذوب اهن نیز بالا می‌رود.